# Пілява (дендропарк)
Піля́ва — дендрологічний парк місцевого значення в Україні. Об'єкт природно-заповідного фонду Житомирської області. 
Розташований у межах Звягельського району Житомирської області, на південь від села Суховоля. 
Площа 6,1 га. Статус надано згідно з рішенням облвиконкому від 31.03.1964 року № 149. Перебуває у віданні ДП «Новоград-Волинське ДЛМГ» (Піщівське л-во, кв. 63, вид. 8, 9, 16). 
Статус надано для збереження дендрологічного парку, закладеного в кінці ХІХ ст. в урочищі «Берестянка». Зростають бук європейський, явір, різноманітні види дуба, клен цукровий, клен червоний та клен сріблястий, айлант, ялина срібляста  і ялина колюча та інші екзотичні рослини. На площі 0,5 га розташована ділянка модрини європейської, вік якої понад 110 років.